# Emil Wahlström
Emil Max Wahlström, född 2 mars 1987 i Backa församling i Göteborg, är en svensk fotbollsspelare som spelar som försvarare.

## Karriär
Wahlström är uppvuxen i Backatorp och spelade som ung i Backa IF. Han gick som 15-åring till BK Häcken, där han var med och vann JSM-guld med deras P87-lag.
I februari 2007 skrev han på ett treårskontrakt med Häcken. I april 2013 förlängde han sitt kontrakt med klubben över säsongen 2016. Den 1 december 2016 förlängde Wahlström sitt kontrakt med två år. I februari 2019 skrev Wahlström på för Gais i två år. I december 2020 lämnade han klubben.